# Duraykīsh
Duraykīsh (arabiska: دريكيش, الدريكيش) är en distriktshuvudort i Syrien.   Den ligger i provinsen Tartus, i den västra delen av landet, 150 kilometer norr om huvudstaden Damaskus. Duraykīsh ligger 443 meter över havet och antalet invånare är 11 918.
Terrängen runt Duraykīsh är kuperad åt nordost, men åt sydväst är den platt. Närmaste större samhälle är Satita, 8,8 kilometer söder om Duraykīsh.
Trakten runt Duraykīsh består till största delen av jordbruksmark. Runt Duraykīsh är det tätbefolkat, med 511 invånare per kvadratkilometer.